# Bard-lès-Époisses
Bard-lès-Époisses ist eine französische Gemeinde mit 72 Einwohnern (Stand: 1. Januar 2022) im Département Côte-d’Or in der Region Bourgogne-Franche-Comté. Sie gehört zum Kanton Semur-en-Auxois und zum Arrondissement Montbard.
Nachbargemeinden sind Corsaint im Nordwesten, Jeux-lès-Bard im Nordosten, Torcy-et-Pouligny im Südosten und Corrombles im Südwesten.

## Bevölkerungsentwicklung
| Jahr                       | 1962 | 1968 | 1975 | 1982 | 1990 | 1999 | 2008 | 2015 |
| -------------------------- | ---- | ---- | ---- | ---- | ---- | ---- | ---- | ---- |
| Einwohner                  | 91   | 95   | 90   | 72   | 66   | 67   | 69   | 70   |
| Quellen: Cassini und INSEE |      |      |      |      |      |      |      |      |